# 東犀川三四郎駅
東犀川三四郎駅（ひがしさいがわさんしろうえき）は、福岡県京都郡みやこ町犀川続命院にある平成筑豊鉄道田川線の駅である。駅番号はHC25。
駅名は夏目漱石の小説『三四郎』にちなんだものである（三四郎の出身地が京都郡という設定であった）。

## 歴史
- 1993年（平成5年）3月18日：開業[1]。

## 駅構造
単式ホーム1面1線を有する無人駅。駅舎はない。外部とはスロープと階段で結ばれ、バリアフリー対応である。

## 駅周辺
- 福岡県道34号行橋添田線
- 今川
- 続命院公民館

## 隣の駅
平成筑豊鉄道
■田川線
新豊津駅 (HC26)  - 東犀川三四郎駅(HC25)  - 犀川駅 (HC24)